# 1916 en science-fiction
| Années de la science-fiction : 1913 - 1914 - 1915 - 1916 - 1917 - 1918 - 1919    |
| Décennies de la science-fiction : 1880 - 1890 - 1900 - 1910 - 1920 - 1930 - 1940 |

L'année 1916 est marquée, en matière de science-fiction, par les événements suivants.

## Naissances et décès

### Naissances
- 28 août : Jack Vance, écrivain américain, mort en 2013.

## Prix
La plupart des prix littéraires de science-fiction actuellement connus n'existaient alors pas.

## Parutions littéraires

### Romans
- With Her in Ourland par Charlotte Perkins Gilman.

## Sorties audiovisuelles

### Films
- La Fin du monde par August Blom.
- Homunculus par Otto Rippert.
- Vingt Mille Lieues sous les mers par Stuart Paton.